# Taro Co
Taro Co (kinesiska: Taruo Cuo, 塔若错) är en sjö i Kina. Den ligger i den autonoma regionen Tibet, i den sydvästra delen av landet, omkring 690 kilometer väster om regionhuvudstaden Lhasa. Taro Co ligger 4 567 meter över havet. Arean är 475 kvadratkilometer. Den sträcker sig 18,0 kilometer i nord-sydlig riktning, och 38,6 kilometer i öst-västlig riktning.
Genomsnittlig årsnederbörd är 533 millimeter. Den regnigaste månaden är juli, med i genomsnitt 115 mm nederbörd, och den torraste är december, med 9 mm nederbörd.